# Пантана (Козенца)
Пантана је насеље у Италији у округу Козенца, региону Калабрија.
Према процени из 2011. у насељу је живело 47 становника. Насеље се налази на надморској висини од 561 м.